# Andy Bell
Andrew Piran Bell (n. 11 august 1970, Cardiff, Țara Galilor, Regatul Unit) este un muzician englez, compozitor, producător, DJ și membru al trupei shoegazing a anilor '90 Ride, mai apoi Hurricane #1. În prezent, el cântă la chitara bas și e compozitor pentru Oasis. La ultimul lor album, membrii Oasis au avut roluri mai puțin bine-definite iar Bell a reușit să contribuie cu chiatra la propriile sale melodii.